# Wilsum (Nederland)
Wilsum is een plaats aan de IJssel tegenover Zalk, dat aan de zuidoever van de IJssel ligt. Wilsum behoort bij de gemeente Kampen in de Nederlandse provincie Overijssel. Wilsum heeft 870 inwoners.
Wilsum is gebouwd op een rivierduin. De plaats wordt voor het eerst vermeld in 1213. Al vóór 1321 kreeg Wilsum van de bisschop van Utrecht stadsrechten. Mogelijk wilde de bisschop hiermee zijn machtspositie tegenover Kampen versterken. In karakter is Wilsum altijd een dorp gebleven. Tot 1937 was Wilsum een zelfstandige gemeente, daarna viel het tot 2001 onder IJsselmuiden (zie: gemeente Wilsum). Vroeger was er tussen Wilsum en de Onderdijkse Waard bij Kampen een veer, het Wilsummerveer. Het veerhuis en de in 2015 geplaatste replica van de klokkenstoel bij de vroegere veerhaven zijn hier nog getuigen van.

## Hervormde kerk
De hervormde Sint-Lambertuskerk, die van rond 1050 stamt, is een van de oudste kerken van Overijssel. Volgens de Hervormde kerkvoogdij van Wilsum zelfs dé oudste. In 1580, toen de reformatie haar intrede deed, werden de erediensten vervangen door protestantse en werd het gebouw van haar 'Roomse kenmerken' ontdaan. In 1975 volgde een algehele restauratie.

## Gereformeerde kerk
Sinds 1890 kent Wilsum ook een gereformeerde kerk. Het huidige kerkgebouw stamt uit 1955.

## Folklore
In Wilsum wordt nog op de laatste zaterdag van augustus, (31 augustus was de verjaardag van Koningin Wilhelmina), het ‘oranjefeest’ gevierd.

## Natuurbeheer
Bij Wilsum staan een aantal nestpalen voor ooievaars opgesteld die met wisselend succes broedparen trekken. Het uiterwaardengebied 'Scherenwelle' buiten het dorp met oude rivierarmen wordt voor een groot deel als Natura 2000 natuurgebied beheerd. Bedreigde vogelsoorten als de zwarte stern en de kwartelkoning nestelen hier. Er komen zeldzame en beschermde planten voor zoals de kievitsbloem. Het gebied is onderdeel van het Nationaal Landschap IJsseldelta. Wilsum ligt tegenover de inlaat van het Reevediep. Een ander belangrijk natuurgebied rondom Wilsum is de Koppelerwaard of Wilsummer Weerd zoals deze waard in het verleden werd genoemd.

## Afbeeldingen

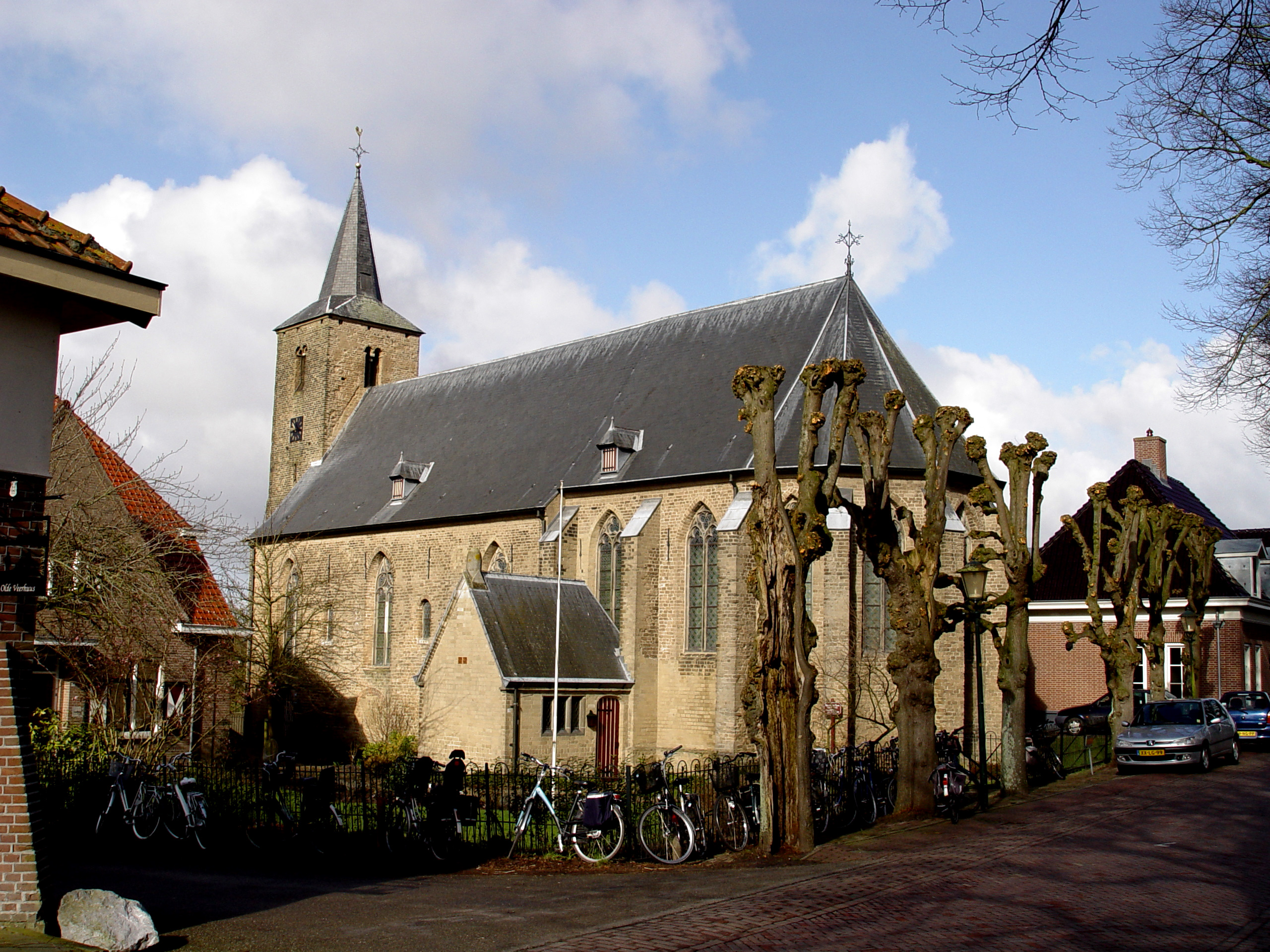
Sint-Lambertuskerk
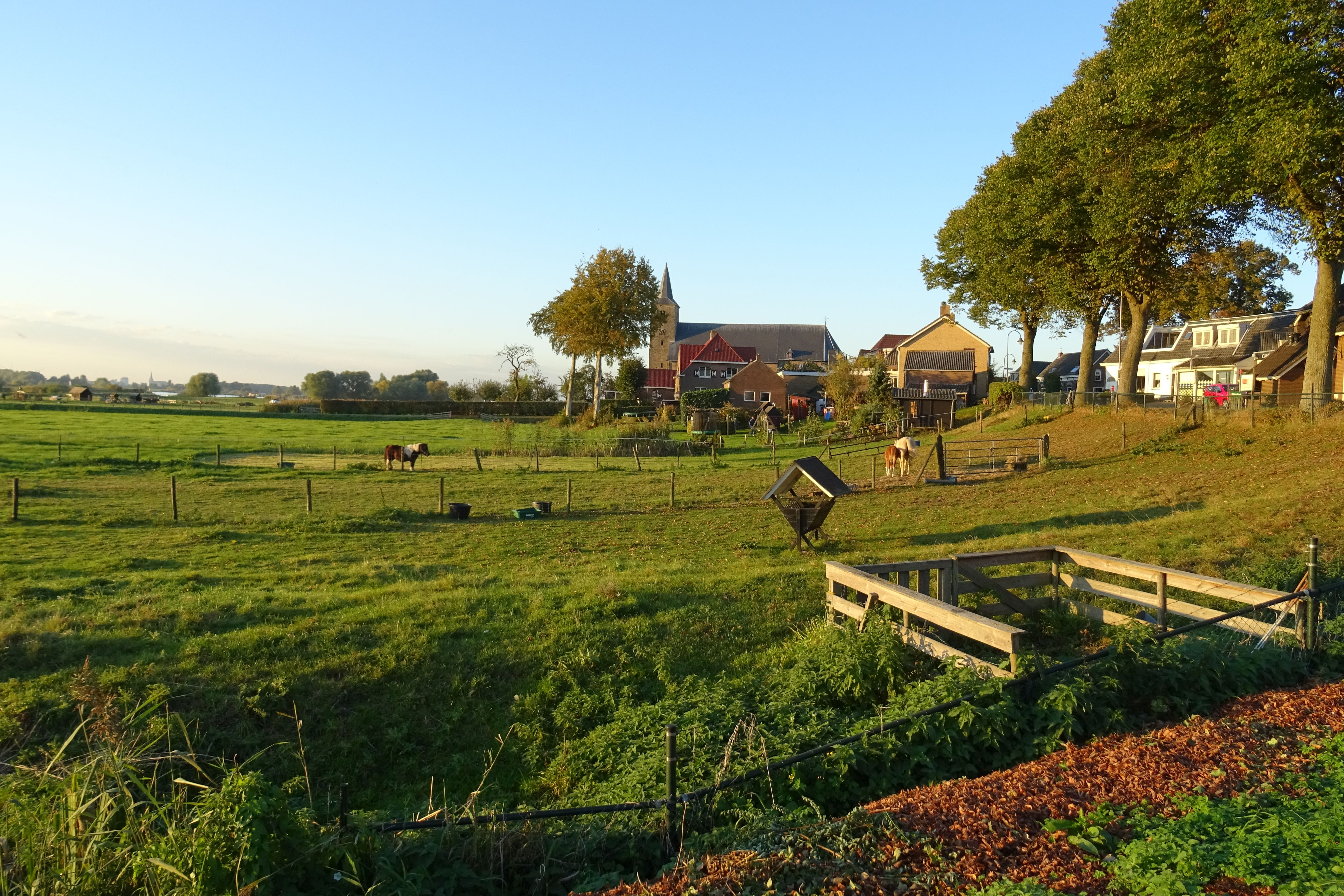
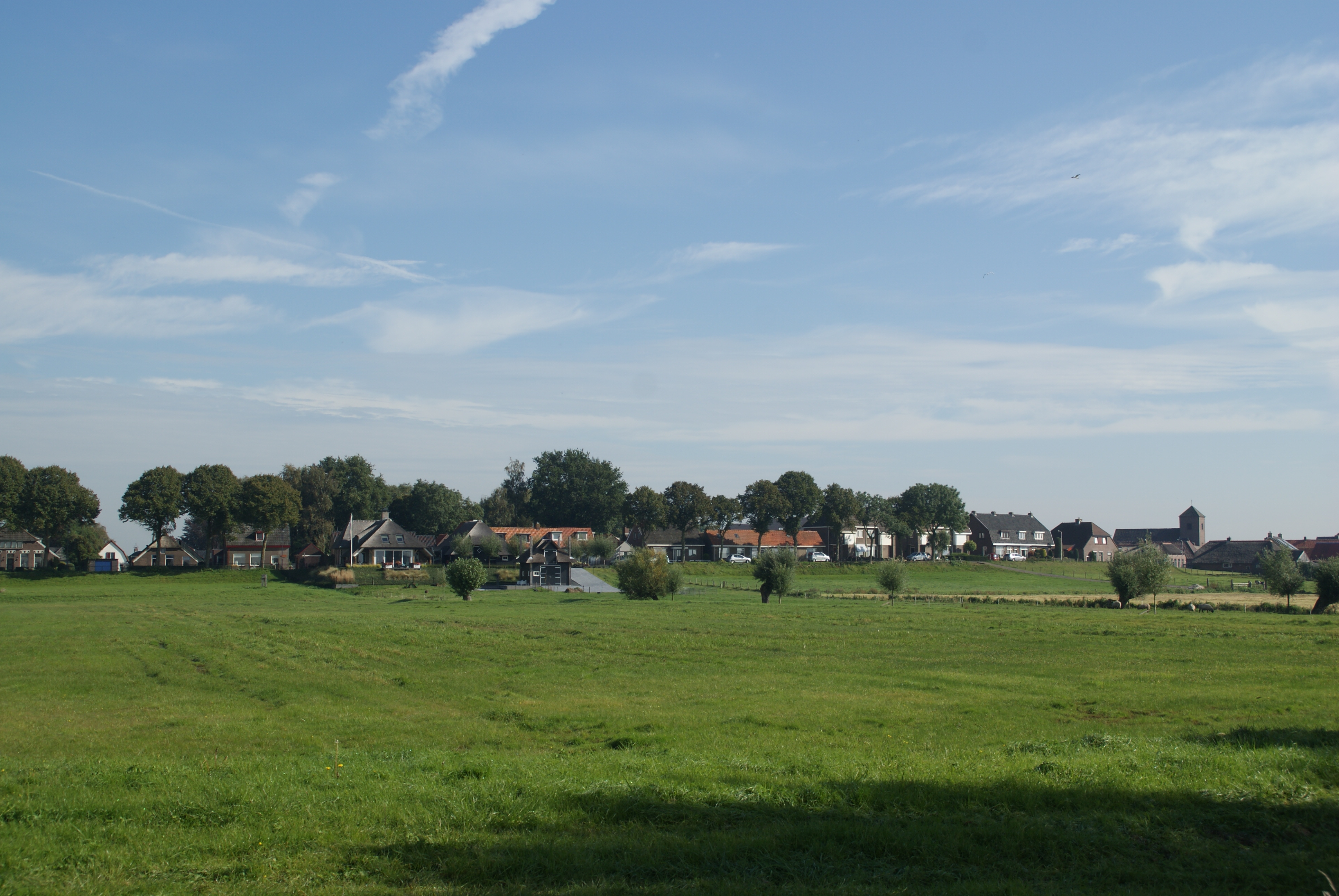
Uiterst rechts de Gereformeerde kerk
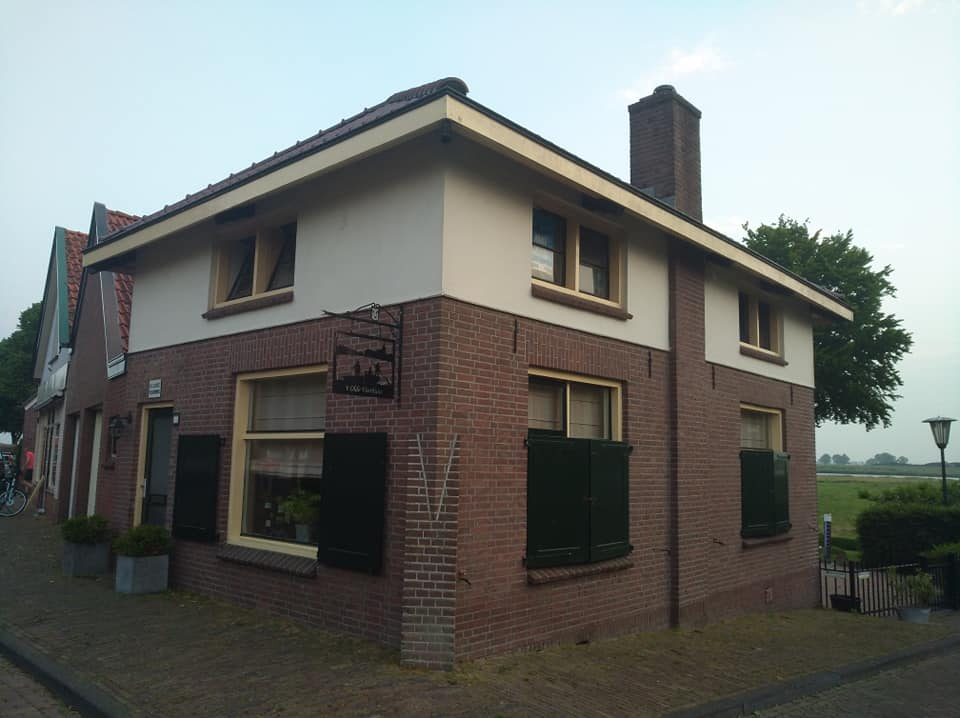
Veerhuis Wilsum (Wilsummer Veer)
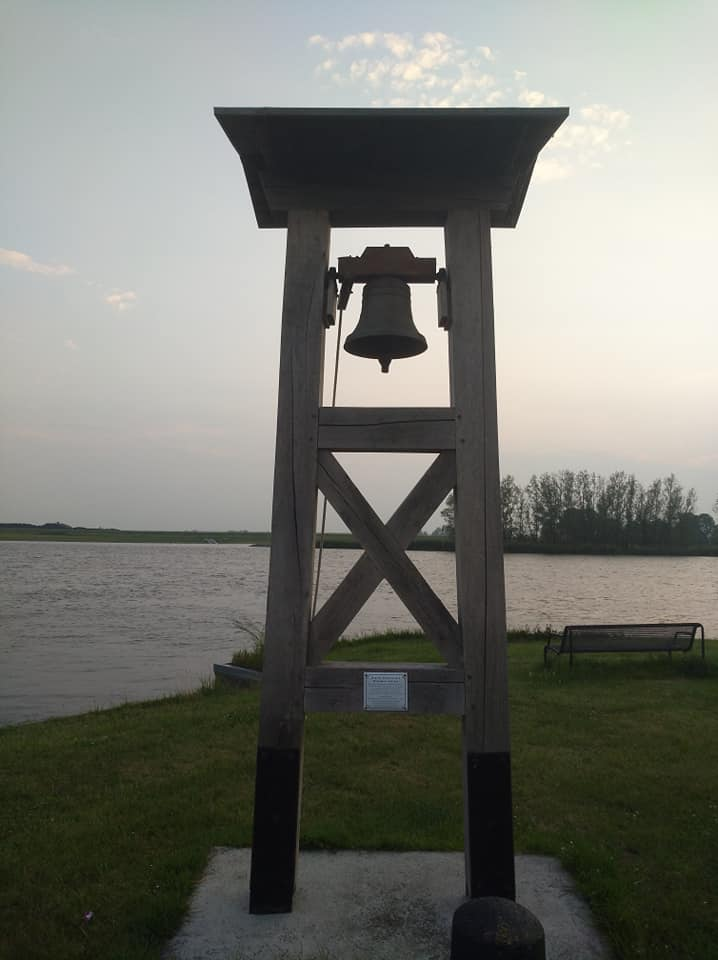
Replica Klokkenstoel Wilsummer Veer, deze veer voer tussen 1685 en 1971
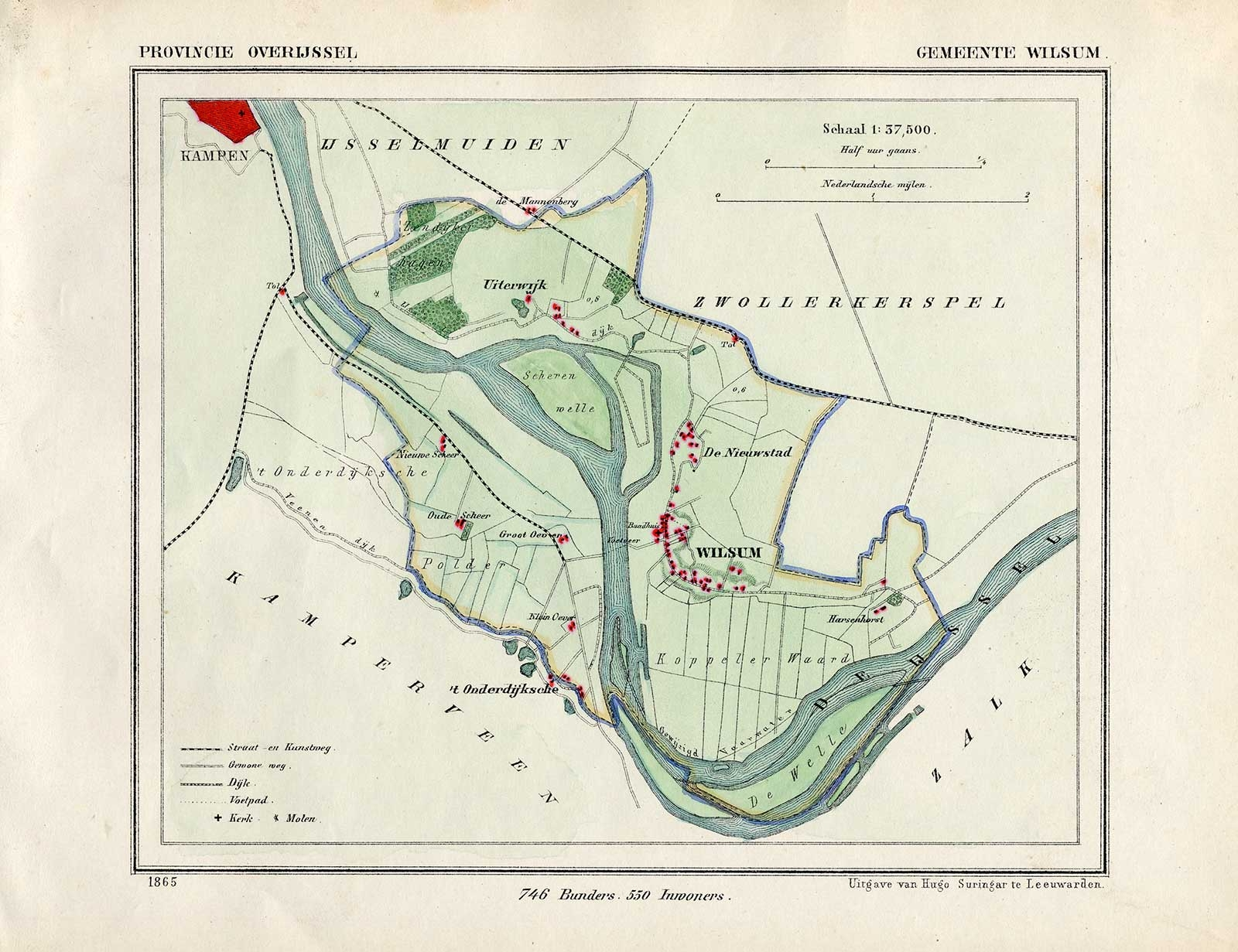
Kaart van de gemeente Wilsum die op deze manier bestaan heeft van 1811 tot 1937

## Geboren in Wilsum
- Pieter Helbert Damsté (1860-1943), latinist en hoogleraar
- Andries Hartsuiker (1903-1993), componist, muziekpedagoog en kunstschilder
- Henk Hofstede (1937-2020), vakbondsbestuurder
- Dick Schutte (1947), politicus
- Henk de Velde (1949-2022), zeezeiler